# 夜への長い旅路
『夜への長い旅路』（よるへのながいたびじ、Long Day's Journey Into Night）は、アメリカの劇作家ユージン・オニールの作による戯曲。オニールの遺作である。

## 概要
“アメリカ近代劇の父”と称される劇作家ユージン・オニールが、自身の青春時代における家族の凄惨な姿を描いた自伝劇であり、オニールは死後に本作で4度目のピューリッツァー賞を獲得している。
戯曲は出版され、日本語にも『夜への長い旅路』の題名で、以下の翻訳が刊行されている。
- 清野暢一郎訳　白水社（現代海外戯曲） 1956年
- 沼沢洽治訳 世界文学大系 第90 (近代劇集)　筑摩書房　1965年

## 2021年日本での上演
フィリップ・ブリーンの演出、木内宏昌の翻訳・台本、大竹しのぶの主演による上演。“海外の才能と出会い、新たな視点で挑む演劇シリーズ”として2016年にスタートしたシアターコクーン「DISCOVER WORLD THEATRE」シリーズの第10弾。主演の大竹がオニール作の舞台に出演するのは、2004年の『喪服の似合うエレクトラ』以来2度目となる。本作に出演する杉野遥亮は初の舞台出演となる。

### 公演情報
- 東京公演
  - 2021年6月7日 - 7月4日：Bunkamuraシアターコクーン
- 京都公演
  - 2021年7月9日 - 7月18日：京都劇場

### キャスト
- メアリー：大竹しのぶ
- ジェイミー：大倉忠義
- エドマンド：杉野遥亮
- ジェイムズ・タイロン：池田成志
- キャスリン：土居志央梨

### スタッフ
- 作：ユージン・オニール
- 翻訳・台本：木内宏昌
- 演出：フィリップ・ブリーン
- 美術・衣裳：マックス・ジョーンズ
- 照明：勝柴次朗
- 音楽：パディ・カニーン
- 音響：長野朋美
- ヘアメイク：佐藤裕子
- アソシエイト・デザイナー：ルース・ホール
- 美術助手：原田愛
- 衣裳助手：桜井麗
- 演出助手：加藤由紀子
- 通訳：時田曜子、伊藤美代子、鈴木なお
- 舞台監督：足立充章
- 企画・製作：Bunkamura

## 映画化
1962年にアメリカ映画として同題名で公開されている。171分。
- 原題：LONG DAY'S JOURNEY INTO NIGHT
- 邦題：夜への長い旅路

### スタッフ
- 監督：シドニー・ルメット
- 製作：ジャック・J・ドレイファスJr、エリー・A・ランドー、ジョセフ・E・レヴィン
- 原作戯曲：ユージン・オニール
- 撮影：ボリス・カウフマン
- 音楽：アンドレ・プレヴィン

### 出演
- キャサリン・ヘプバーン
- ラルフ・リチャードソン
- ジェイソン・ロバーズ
- ディーン・ストックウェル
- ジーン・バー